# Saint-Martial-d'Albarède
Saint-Martial-d'Albarède là một xã, nằm ở tỉnh Dordogne vùng Aquitaine của Pháp. Xã này có diện tích 10,28 kilômét vuông, dân số năm 2005 là 438 người. Xã nằm ở khu vực có độ cao trung bình 144 m trên mực nước biển.

## Thông tin nhân khẩu
| Năm    | 1962 | 1968 | 1975 | 1982 | 1990 | 1999 | 2005 |
| ------ | ---- | ---- | ---- | ---- | ---- | ---- | ---- |
| Dân số | 447  | 420  | 368  | 377  | 394  | 403  | 438  |